# 비앙덴주

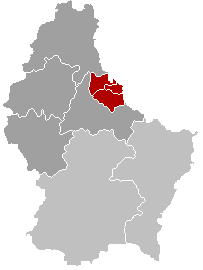
비앙덴 주의 위치

비앙덴주(룩셈부르크어: Kanton Veianen, 독일어: Kanton Vianden, 프랑스어: Canton de Vianden)는 룩셈부르크를 구성하는 12개 주 가운데 하나로, 행정 구역상으로는 디키르히 구에 속한다. 주도는 비앙덴이며 면적은 78.52km2, 인구는 3,645명(2005년 기준), 인구 밀도는 46명/km2, 높이는 190~542m이다. 3개 지방 자치체(Putscheid, Tandel, Vianden)를 관할한다.